# Ущелье (Импровизация)
«Ущелье (Импровизация)» (нем. Schlucht (Improvisation), фр. Gorge (Improvisation)) — абстрактная картина русского художника Василия Кандинского, написанная в 1914 году и хранящаяся в Городской галерее в доме Ленбаха в Мюнхене, Бавария, Германия.

## Описание
Некоторые художники-абстракционисты использовали космос в качестве источника для вдохновения, но Кандинский переходит к образу космоса находится под влиянием пейзажей, которые он видел в баварском Мурнау-ам-Штаффельзе. Он передаёт впечатления от прогулки по крутому склону ущелья, хотя общий вид спуска и не виден, за исключением фигуры лестницы в центре сверху. Резкие линии, изгибы, а также области свободного цвета, и отражают видение пейзажа мастером. Наиболее заметным тоном здесь кажется синий, с которым взаимодействуют все остальные объекты. Сразу же выделяются сочетания различных элементов полотна, хотя и лишь ориентировочно, из-за абстрактного подхода, в котором Кандинский работал на протяжении большей части своей жизни. Помимо этих синих тонов, имеют место и жёлтые, красные, зелёные, пурпурные, которые присутствуют на большинстве его картин начала XX века, периода жизни в Мурнау. Он выбрал их после самостоятельного изучения теории цвета и поэтому стремился сделать каждый выбор правильным. Конечным результатом стали смелые, современные картины, которые остаются очень популярными и в настоящее время.